# Salon.com
Pour les articles homonymes, voir Salon.

Logo en 2019

Salon.com, plus couramment appelé « Salon », est un webzine progressiste, et libéral américain.

## Historique
Salon est lancé le 20 novembre 1995 par David Talbot comme filiale de Salon Media Group.

## Description
Publication commerciale uniquement en ligne, le magazine s'intéresse à la politique américaine et aux affaires courantes du pays, avec des critiques sur la musique, la littérature et le cinéma.